# گوستاو پنجم
گوستاو پنجم (به سوئدی: Gustaf V) (اسکار گوستاو آدولف) (۱۶ ژوئن ۱۸۵۸–۲۹ اکتبر ۱۹۵۰) از ۱۹۰۷ تا زمان مرگ پادشاه سوئد بود. وی پسر اول اسکار دوم بود که پس از مرگ پدرش به مدت ۴۳ سال سلطنت سوئد را برعهده داشت. وی پیرترین پادشاه سوئد است و از نظر طول دوران سلطنت بعد از ماگنوس چهارم و کارل گوستاو شانزدهم (پادشاه فعلی سوئد) سومین نفر است. همچنین وی آخرین پادشاه سوئد بود که از اختیارات اجرایی پادشاه استفاده کرد.
در اوایل سلطنت گوستاف شاهد ظهور حاکمیت پارلمان در سوئد بود، اگرچه جنگ جهانی اول باعث برکناری نخست‌وزیر لیبرال کارل استاف در سال ۱۹۱۴ شد، و جای خود را به شخصیت خود داد، Hjalmar Hammarskjöld، پدر داگ Hammarskjöld، برای بسیاری از جنگ با این حال، پس از آنکه لیبرالها و سوسیال دموکراتها اکثریت پارلمانی را به دست نیلس ادن، جانشین استاف، به دست آوردند، وی به ادن اجازه داد دولت جدیدی تشکیل دهد که به‌طور واقعی سلطنت را از همه قدرت‌های مجازی سلب کرده و رأی‌گیری جهانی و برابر از جمله زنان را تا سال ۱۹۱۹ تصویب کند. با خم شدن کاملاً به اصول دموکراسی پارلمانی، وی در ۳۱ سال باقی مانده از حکومت خود همچنان چهره محبوبی باقی ماند، اگرچه کاملاً بدون تأثیر نبود - در جنگ جهانی دوم او ادعا کرد که از دولت ائتلاف پر آلبین هانسون خواست تا درخواست‌های آلمان نازی برای تدارکات را بپذیرد. پشتیبانی، امتناع از آن که ممکن است باعث تهاجم شود. این موضوع تاکنون بحث‌برانگیز است، اگرچه شناخته شده نیست که وی حمایت زیادی از فاشیسم یا ناسیونالیسم رادیکال نشان داده‌است. موضع طرفدار آلمان و ضد کمونیست وی در جنگ جهانی اول نیز کاملاً شناخته شده بود.

## سال‌های آغازین
گوستاف پنجم در کاخ Drottningholm در Ekerö، استان استکهلم، فرزند شاهزاده اسکار و شاهزاده صوفیا ناسائو متولد شد. هنگام تولد، گوستاف دوک ورملند ایجاد شد. با به سلطنت رسیدن پدرش در سال ۱۸۷۲، گوستاف ولیعهد سوئد و نروژ شد. در ۸ دسامبر ۱۹۰۷، وی جانشین پدرش در تخت سلطنت سوئد شد، که دو سال قبل از تخت نروژ جدا شده بود.
در ۲۰ سپتامبر ۱۸۸۱ در کارلسروهه، آلمان با پرنسس ویکتوریا از بادن ازدواج کرد. او نوه سوفی، دوشس بزرگ بادن، دختر گوستاو چهارم آدولف خلع شده از سلسله واسا بود. ازدواج ویکتوریا با گوستاف پنجم خاندان سلطنتی برنادوت را با خاندان سلطنتی سابق هولشتاین-گوتورپ متحد کرد و از این رو در سراسر سوئد محبوب بود.

## زندگی
هنگامی که وی بر تخت سلطنت نشست، گوستاف پنجم، حداقل روی کاغذ، تقریباً خودکامه بود. ابزار دولت ۱۸۰۹ پادشاه را هم رئیس دولت و هم رئیس دولت قرار داد و وزرا نیز تنها مسئول او بودند. با این حال، پدرش مجبور به پذیرفتن دولتی شد که در سال ۱۹۰۵ توسط اکثریت پارلمان انتخاب شده بود. از آن زمان، نخست وزیران عملاً ملزم به داشتن اعتماد ریکسداگ برای ادامه کار بودند.
در ابتدا به نظر می‌رسید گوستاف پنجم مایل است قانون پارلمان را بپذیرد. پس از پیروزی گسترده لیبرال‌ها در سال ۱۹۱۱، گوستاف رهبر لیبرال‌ها را به عنوان نخست‌وزیر منصوب کرد. با این وجود، در طی دوره جنگ جهانی اول، نخبگان به سیاست دفاعی استاف اعتراض کردند. در فوریه ۱۹۱۴، جمعیت زیادی از کشاورزان در کاخ سلطنتی جمع شدند و خواستار تقویت دفاع کشور شدند. گوستاف در پاسخ خود، سخنرانی به اصطلاح Courtyard - که در واقع توسط کاوشگر Sven Hedin، یک محافظه کار پرشور نوشته شده‌است - قول داد که توان دفاعی کشور را تقویت کند. استاف بسیار خشمگین شد و به پادشاه گفت که قانون پارلمان خواستار تاجگذاری از سیاست‌های حزبی نیست. وی همچنین از اینکه پیش از سخنرانی با وی مشورت نشده‌است عصبانی شد. با این حال، گوستاف تلافی کرد که هنوز حق «برقراری ارتباط آزادانه با مردم سوئد» را دارد. دولت Staaff در اعتراض استعفا داد و گوستاف به جای آن دولتی از کارمندان دولت به ریاست Hjalmar Hammarskjöld (پدر داگ دبیرکل سازمان ملل داگ Hammarskjöld) منصوب کرد.

## زندگی شخصی
گوستاف پنجم لاغر بود، و به دلیل قد و قامت بسیار مشهور بود. او در بیشتر سالهای نوجوانی خود از عینک‌های pince-nez استفاده می‌کرد و سبیل تیز داشت.
گوستاف پنجم یک تنیسور فداکار بود، با نام مستعار آقای G. ظاهر می‌شد. به عنوان بازیکن و مروج این ورزش، در سال ۱۹۸۰ به عنوان تالار مشاهیر تنیس بین‌المللی انتخاب شد. پادشاه این ورزش را هنگام بازدید از انگلیس در سال ۱۸۷۶ فرا گرفت و اولین باشگاه تنیس سوئد را در بازگشت به خانه تأسیس کرد. در سال ۱۹۳۶ وی باشگاه کینگ را تأسیس کرد. در زمان سلطنت خود، گوستاف اغلب در Riviera بازی می‌کرد. در سفر به برلین، گوستاف مستقیماً از ملاقات با هیتلر به مسابقه تنیس با بازیکن یهودی دانیل پرن رفت. در طول جنگ جهانی دوم، وی برای دریافت معالجه بهتر با ستاره‌های دیویس کاپ، ژان بوروترا از فرانسه و گوتفرید فون کرام از آلمان، که توسط دولت آلمان زندانی شده بود، شفاعت کرد.

## مرگ
گوستاو پنجم در سال ۱۹۵۰ در سن ۹۲ سالگی بر اثر ابتلا به آنفلوانزا درگذشت و مطابق سنت در کلیسای ریدارهولمن دفن شد. پس از وی فرزندش گوستاو آدولف به مقام سلطنت رسید.